# Internationales Filmfest Emden-Norderney

Logo des Filmfestes

Das Internationale Filmfest Emden-Norderney wurde 1990 gegründet und findet jährlich an acht Tagen im Mai und Juni in Emden und auf der ostfriesischen Insel Norderney statt. Veranstaltungsorte sind unter anderem das Neue Theater in Emden und das Kurtheater Norderney.

## Programm
Das Festival zeigt jedes Jahr über 100 Kurz- und Langfilme auf sieben Leinwänden. Der Programmschwerpunkt liegt bei aktuellen Kinoproduktionen aus dem nordwesteuropäischen Raum. Wegen seiner umfangreichen Reihe aktueller britischer Filme gilt das Internationale Filmfest Emden-Norderney seit 1993 als Förderer britischer Filmproduktionen in Deutschland. Neue Filme aus dem deutschsprachigen Raum, Regie- und Schauspielerporträts, Kurzfilme sowie ein Kinder- und Familienprogramm vervollständigen das Filmangebot. Ein großer Teil des Programms wird in deutscher Erstaufführung gezeigt, zahlreiche Filme werden für das Festival untertitelt. Daneben ergänzen Workshops, Filmgespräche, Talkrunden und Galaveranstaltungen zur Eröffnung und Preisverleihung das Programm.

## Geschichte
Eine Initiative des Emder Filmclubs führte 1990 zur Gründung des Internationalen Filmfestes unter der Leitung des damaligen Kinobetreibers Rolf Eckard.
Seither hat es sich etabliert. In elf verschiedenen Kategorien werden Preisgelder im Gesamtwert von 65.500 Euro verliehen. Alleinstellungsmerkmal des Festivals ist der „Emder Drehbuchpreis“, den eine Fachjury jährlich vergibt. Der „DGB-Filmpreis“ wird seit 1998 vergeben. Mit ihm werden Filme gewürdigt, die sich mit gesellschaftlich relevanten Themen auseinandersetzen.
Bis 2006 war auch noch Aurich Festivalort und im Namen vertreten. 2007 entschied die Leitung, das Festival künftig nur noch in Emden und Norderney zu veranstalten. Seither trägt es den Namen Internationales Filmfest Emden-Norderney.
Jährlich zieht das Filmfest bis zu 25.000 Besucher an. Es gehöre damit zu den zehn publikumsstärksten Festivals in Deutschland, so der Chef der niedersächsischen Staatskanzlei und Aufsichtsratsvorsitzende der Filmförderungsgesellschaft Nordmedia, Jörg Mielke. 2020 fiel es wegen der COVID-19-Pandemie aus. Im Folgejahr fand es mit reduziertem Programm im Herbst statt.
2023 übernahm Edzard Wagenaar die Festivalleitung von Rolf Eckhard an der Seite der Geschäftsführerin Nora Dreyer. Im Sommer 2023 erhoben einige Mitarbeitende in einem Brief an den Aufsichtsrat schwerwiegende Kritik an Edzard Wagenaar, in dem ihm Vetternwirtschaft, fehlende Absprachen sowie ein herrischer, respektloser Ton vorgeworfen wurde. Wagenaar habe eine „toxische Arbeitsatmosphäre“ geschaffen, heißt es in dem von 15 Personen unterzeichneten Schreiben. Im Dezember 2023 wurde diese Kritik öffentlich. Vorangegangen waren Gespräche mit dem Aufsichtsrat, die aus Sicht des Aufsichtsrates für Klärung sorgten, aus Sicht der Mitarbeitenden jedoch ohne Ergebnis blieben.  Der Aufsichtsrat schnitt die Kompetenzfelder von Wagenaar und Dreyer neu zu. In Folge kündigte Dreyer im Dezember 2023 zum Sommer 2024 ohne Angabe von Gründen. Der Aufsichtsrat leitete eine Untersuchung ein, die zu dem Schluss kam, dass sich „die in dem Brief formulierten Vorwürfe gegen Herrn Wagenaar und sein Verhalten im Filmfest 2023 im Wesentlichen nicht in Gänze erhärten ließen.“ Wagenaar betonte, dass er „ernsthaft daran arbeiten“ werde, die interne Kommunikation mit dem Team zu verbessern. Das Gremium beschloss daraufhin noch im Dezember, dass er Leiter des Filmfestes bleiben solle. Aus dem Kreis der Verfasser des offenen Briefes hieß es, dass dies „vielleicht auch daran liegen“ könne, „dass Sie nur drei von 15 Personen angehört haben“.
Im Januar 2024 sicherte der DGB dem Filmfest auch künftig Unterstützung zu und die Stadtratsfraktionen von CDU und SPD stützten die Entscheidung des Aufsichtsrates. Laut einer Pressemitteilung der neuen kommissarischen Geschäftsführerin, VHS-Leiterin Birgit Momberger haben bis Februar 2024 „Alle großen Förderer und Preisgeber“ (…) „inzwischen die Zusage gegeben, ihre Unterstützung auch 2024 aufrechtzuerhalten“.
2024 weihte Ehrenbürger Otto Waalkes das Festspielhaus am Wall als künftige Hauptspielstätte in Emden ein. Dessen Saal bietet Platz für 582 Gäste.

## Filmpreise
Bei den Filmwettbewerben entscheidet in der Regel das Publikum über die Gewinner. Der (2005 als Volkswagen-Drehbuchpreis begründete) Emder Drehbuchpreis wird durch eine in enger Zusammenarbeit mit dem Grimme-Institut berufene Fachjury vergeben.

### Bernhard-Wicki-Preis
Dotierung: 15.000 Euro
- 1995: Peter Chelsom (UK) – Funny Bones – Tödliche Scherze
- 1996: Rolf Silber (D) – Echte Kerle
- 1997: Mark Herman (UK) – Brassed Off – Mit Pauken und Trompeten
- 1998: Jeroen Krabbé (NL) – Kalmans Geheimnis (Left Luggage)
- 1999: Simon Shore (UK) – Get Real – Von Mann zu Mann
- 2000: Syd McCartney (IRL) – A Love Divided
- 2001: Julien Temple (UK) – Pandaemonium
- 2002: Eike Besuden, Pago Balke (D) – Verrückt nach Paris
- 2003: Gillies MacKinnon (UK) – Ein Kind von Traurigkeit (Pure)
- 2004: Aisling Walsh (UK): Song for a Raggy Boy
- 2005: Buket Alakuş (D) – Eine andere Liga
- 2006: Adrian Shergold (UK) – Pierrepoint
- 2007: Marion Hänsel (B) – Als der Wind den Sand berührte (Si le vent soulève les sables)
- 2008: Nick Broomfield (UK) – Battle for Haditha
- 2009: Erik Poppe (N) – Troubled Water
- 2010: Stefanie Sycholt (D) – Themba – Das Spiel seines Lebens
- 2011: Justin Chadwick (UK) – The First Grader
- 2012: Lars-Gunnar Lotz (D) – Schuld sind immer die Anderen
- 2013: Jérôme Enrico (F) – Paulette
- 2014: Stijn Coninx (B/I) – Marina; Philippe de Chauveron (F) – Monsieur Claude und seine Töchter
- 2015: Mark Monheim (D) – About a Girl; Ansgar Ahlers (D) – Bach in Brazil
- 2016: Ivan Calbérac (F) – Frühstück bei Monsieur Henri; Mohamed Hamidi (F) – Unterwegs mit Jacqueline
- 2017: Christian Duguay (CAN) – Ein Sack voll Murmeln (Un sac de billes)
- 2018:
  - 1. Platz: Likarion Wainaina – Supa Modo (KEN/D)
  - 2. Platz: Nick Kelly – The Drummer and the Keeper (IRL)
  - 3. Platz: Erik Poppe – Utøya 22. Juli (NOR)
- 2019:
  - 1. Platz: Stijn Coninx – Don’t Shoot (Niet schieten) (B/NL) und Martin Busker – Zoros Solo (D)
  - 3. Platz: Bernd Böhlich – Und der Zukunft zugewandt (D)
- 2021:
  - 1. Platz: Eirik Svensson – Betrayed (Den største forbrytelsen) (NOR)
  - 2. Platz: Mano Khalil – Nachbarn (CH)
  - 3. Platz: Jan Verheyen und Lien Willaert – Save Sandra (B/NL)
- 2022:
  - 1. Platz: Jean-Louis Petit – Die Küchenbrigade (La Brigade) (F)[22][23]
  - 2. Platz: Petter Næss – Nothing to Laugh About (NOR) und Richie Adams – The Road Dance (UK)
- 2023: 
  - 1. Platz: Marie-Castille Mention-Schaar – Divertimento – Ein Orchester für alle[24]
  - 2. Platz Karsten Dahlem – Die Geschichte einer Familie (D)
  - 3. Platz Dana Nechushtan – Piece of my Heart (NL/B) und Éric Besnard – Die einfachen Dinge (Les choses Simple) (F)
- 2024: 
  - 1. Platz: Emmanuel Courcol – The Marching Band (En Fanfare) (F)[25]
  - 2. Platz: Hendrik Martin Dahlsbakken – Arctic Convoy (NOR)
  - 3. Platz: Ivan Calbérac – Liebesbriefe aus Nizza (F)
- 2025:
  - Gold: Skeet von Nik Sexton[26]
  - Silber: Never Alone von Klaus Härö
  - Bronze: Odd Fish von Snævar Sölvason

### Emder Drehbuchpreis
Der Preis wird für noch nicht verfilmte deutschsprachige Spielfilmdrehbücher vergeben.

Dotierung: Sieger 10.000 Euro, zwei Nominierte je 1000 Euro
- 2005: Kai Hafemeister – Unschuld
- 2006: Martin Theo Krieger – Beautiful Bitch
- 2007: Hardi Sturm – Up! Up! To the Sky
- 2008: Sathyan Ramesh – Letzter Moment
- 2009: Sönke Andresen – Dustbuster
- 2010: Agnes Schruf – Der Käfersommer
- 2011: Sathyan Ramesh  – 365
- 2012: Nicole Armbruster, Marc Brummund – Freistatt
- 2013: Mark Monheim – About a Girl (ursprünglich Charleen macht Schluss)
- 2014: Piotr J. Lewandowski – Jonathan
- 2015: David Nawrath, Paul Salisbury – Atlas
- 2016: Nora Fingscheidt – Systemsprenger
- 2017: Irma Kinga-Stelmach – La Fix
- 2018: Carola Diekmann – Schattenmenschen; Katharina Schöde – Libertas
- 2019: Milena Aboyan – Vor dem Anfang
- 2021: Ines Berwing und Maximilian Feldmann – Sisterhood
- 2022: Angelika Hacker und Ulrich E. Krenkler – Rohrpost Reloaded
- 2023: Kimia Eyzad Panah – Goldfisch im Dunkeln
  - Nominierte: Linda König, Oliver Moser – Der letzte Schwur und Paul Salisbury, David Nawrath – Teufelstal
- 2024: Anne Thieme – Miami
  - Nominierte: Ruth C. Kopinitsch, Makus Berger – Leopolds Reise und Agnieszka Piwowarska – Vor Marie
- 2025: Rabeah Rahimi und Leonore Lukschy – Dieterstan

### DGB-Filmpreis
Dotierung: 7000 Euro
- 1998: Amber Films Collective (UK) – The Scar
- 1999: Roger Michell (UK) – Frontline – Zwischen den Fronten (Titanic Town)
- 2000: Dominik und Benjamin Reding (D) – Oi! Warning
- 2001: Laurent Cantet (F) –  Der Jobkiller (Ressources Humaines)
- 2002: Heike Schober, René Zeuner (D) – Platzangst
- 2003: Kim Longinotto (UK) – The Day I Never Will Forget
- 2004: Ntshaveni Luruli (UK/Sa) – The Wooden Camera
- 2005: Saul Dibb (UK) – Bullit Boy
- 2006: Hans Herbots (B) – Verlengd Weekend
- 2007: Marion Hänsel (B) – Als der Wind den Sand berührte (Si le vent soulève les sables)
- 2008: Nick Broomfield (UK) – Battle for Haditha
- 2009: Hans-Erich Viet (D) – Deutschland nervt
- 2010: Stefanie Sycholt (D) – Themba – Das Spiel seines Lebens
- 2011: Justin Chadwick (UK) – The First Grader
- 2012: Lars-Gunnar Lotz (D) – Schuld sind immer die Anderen
- 2013: Julia Oelkers (D) – Can’t Be Silent
- 2014: Erica von Moeller (D) – Sternstunde ihres Lebens
- 2015: Marie-Castille Mention-Schaar (F) – Die Schüler der Madame Anne (Les héritiers)
- 2016: Rune Denstad Langlo (N) – Welcome to Norway
- 2017: Christian Duguay (CAN) – Ein Sack voll Murmeln (Un sac de billes)
- 2018: Hans-Erich Viet (D) – Der letzte Jolly Boy
- 2019: Nora Fingscheidt (D) – Systemsprenger
- 2021: Franz  Böhm (D) – Dear Future Children (D/UK/A)
- 2022: Jakob Reinhart (D) – Platzen
- 2023: Milena Aboyan (ARM) – Elaha[24]
- 2024: Nessim Chikhaoui (FR) – Striking the Palace (Petites Mains) und Nils Gaup (NOR) – The Riot (Sulis 1907)
- 2025: Nik Sexton – Skeet

### Förderpreise
Dotierung: 5000 Euro

Promotion Award:
- 2003: Pepe Planitzer – Ein Schiff wird kommen
- 2004: Sathyan Ramesh – Schöne Frauen
- 2005: Arne Nolting, Jan Martin Scharf – Wahrheit oder Pflicht

Förderpreis für den Nachwuchs:
- 2006: Manuela Stacke – Mondscheinkinder

Filmpreis für den Nachwuchs:
- 2007: Ingo Rasper – Reine Geschmacksache
- 2008: Brigitte Maria Bertele – Nacht vor Augen
- 2009: Ali Samadi Ahadi – Salami Aleikum
- 2010: Dietrich Brüggemann – Renn, wenn du kannst
- 2011: Pia Strietmann – Tage, die bleiben
- 2012: Lars-Gunnar Lotz – Schuld sind immer die Anderen
- 2013: Georg Maas – Zwei Leben
- 2014: Eckhard Preuß – Bocksprünge
- 2015: Mark Monheim – About a Girl; Ansgar Ahlers – Bach in Brazil
- 2016: Cordula Kablitz-Post – Lou Andreas-Salomé
- 2017: Tobias Wiemann – Amelie rennt
- 2018: Felix Hassenfratz – Verlorene
- 2019: Martin Busker – Zoros Solo
- 2021: Marcus Lenz – Rivale
- 2022: Marten Persiel – Everything Will Change
- 2023: Milena Aboyan: Elaha (D)
- 2024: Frauke Lodders – Gotteskinder
- 2025: Julia Schubeius – Bühne frei fürs Leben

### Emder Schauspielpreis
Der Emder Schauspielpreis wird an eine herausragende Persönlichkeit des deutschen, deutschsprachigen oder nordwesteuropäischen Films vergeben. Er ist mit einer Filmreihe zum Preisträger verbunden und mit einem Preisgeld von 5000 Euro dotiert.
- 2011: Martina Gedeck
- 2012: Katharina Thalbach
- 2013: Armin Rohde
- 2014: August Diehl
- 2015: Anna Maria Mühe
- 2016: Karoline Herfurth
- 2017: Ulrich Tukur
- 2018: Julia Jentsch[27]
- 2019: Jürgen Vogel
- 2021: –
- 2022: Meret Becker[28]
- 2023: Moritz Bleibtreu[29]
- 2024: Lars Eidinger[6]

### Ehrenpreis
- 2006: Schauspieler und Regisseur Maximilian Schell
- 2007: Regisseur Sönke Wortmann
- 2008: Schauspieler Ulrich Mühe
- 2009: Schauspielerin Iris Berben

### Weitere Preise
- Focus Future Award
  - 2022: Rich Felgate – Finite: The Climate of Change
  - 2023: Fabiana Fragale, Kilian Kuhlendahl, Jens Mühlhoff – Vergiss Meyn nicht (D)
  - 2024: Christian Sparkes – The King Tide (CAN)
  - 2025: Send Kelp! (CAN)

- Creative Energy Award (Fachjury, 5000 Euro)
  - 2018: Susanne Wolff (Schauspiel) und Benedict Neuenfels (Kamera) – Styx (D/A)
  - 2019: Helena Zengel (Schauspiel) und Nora Fingscheidt (Regie) – Systemsprenger (D)
  - 2021: Andreas Kleinert (Regie) und Thomas Wendrich (Drehbuch) – Lieber Thomas (D)
  - 2022: Marten Persiel – Everything Will Change
  - 2023: Lukas Nathrath – Letzter Abend
  - 2024: Victor Kossakovsky – Architecton
  - 2025: Selma von Polheim Gravesen (Kamera) und Elena Weihe (Schnitt) – Schwesterherz

- AOK-Filmpreis (5000 Euro)
  - 2018: Likarion Wainaina – Supa Modo (Ken/D)
  - 2019: Hervé Mimran – Das zweite Leben des Monsieur Alain (Un homme pressé) (F)

- Ostfriesischer Kurzfilmpreis (insgesamt 9000 Euro)
  - 2018: Sam H. Buchanan – The Lion (UK)
  - 2019: Jamille van Wijngaarden – Tienminutengesprek (School’s out) (NL)
  - 2021: Jörgen Scholtens – Cuckoo! (NL)
  - 2022: Michael Woodward und Max Barron – Three Meetings of the Extraordinary Committee
  - 2023: Carsten Woike – The Online Shop
  - 2024: Fridtjof Stensaeth Josefsen und Morten Borgestad – Ball (NOR)
  - 2025: Ali Baharlou – Daniel Vandenberg is dood

- Engelke-Kurzfilmpreis (2500 Euro)
  - 2018: Sophie Linnenbaum – Rien ne vas plus (D)
  - 2019: Adi Wojaczek – Es wird besser (D)
  - 2021: Arkadij Khaet und Mickey Paatzsch – Masel Tov Cocktail (D)
  - 2022: Tamara Denić – Get Home Safe (D)
  - 2023: Elsa van Damke – Lang lebe der Fischfriedhof (D)
  - 2024: Katharina Sporrer – I Was Busy Dreaming About Boys (D)
  - 2025: Rabeah Rahi – Vogel, flieg!

- „Ein Schreibtisch am Meer“ (Kurzstipendium auf der Insel Norderney)
  - 2018: Wolfgang Fischer – Styx
  - 2019: Erik Schmitt – Cleo
  - 2021: Michael Kreihsl – Risiken und Nebenwirkungen
  - 2022: Saralisa Volm – Schweigend steht der Wald
  - 2023: Lukas Nathrath – Letzter Abend
  - 2024: André Erkau – Mord oder Watt? Für immer Matjes

- Integrationspreis der Insel Norderney
  - 2015: Eric Fiedler
  - 2016: Fatih Akin
  - 2017: Sibel Kekilli
  - 2018: –
  - 2019: Susanna Wüstneck – Kleinheimatfilm
  - 2021: Hille Norden – Heimat sucht Seele
  - 2022: Julia Furer – Love Will Come Later
  - 2023: Milena Aboyan – Elaha
  - 2024: Soleen Yusef – Sieger sein

- Wolfgang-Petersen-Filmpreis der Stadt Emden 
  - 2025: Sharp Corner